# Metropolia di Cidonia e Apokoronas

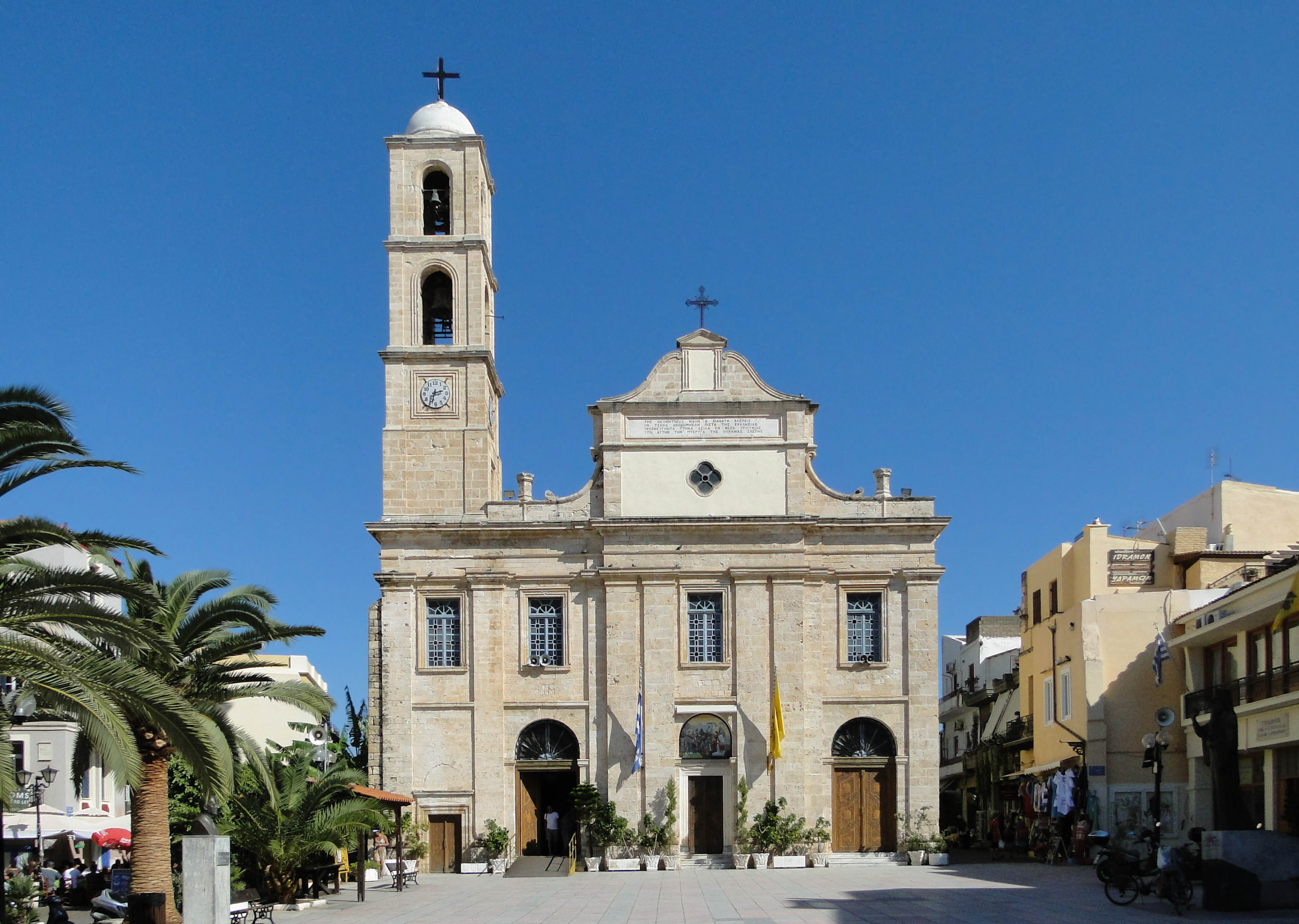
La cattedrale metropolitana dei Tre Martiri a La Canea.

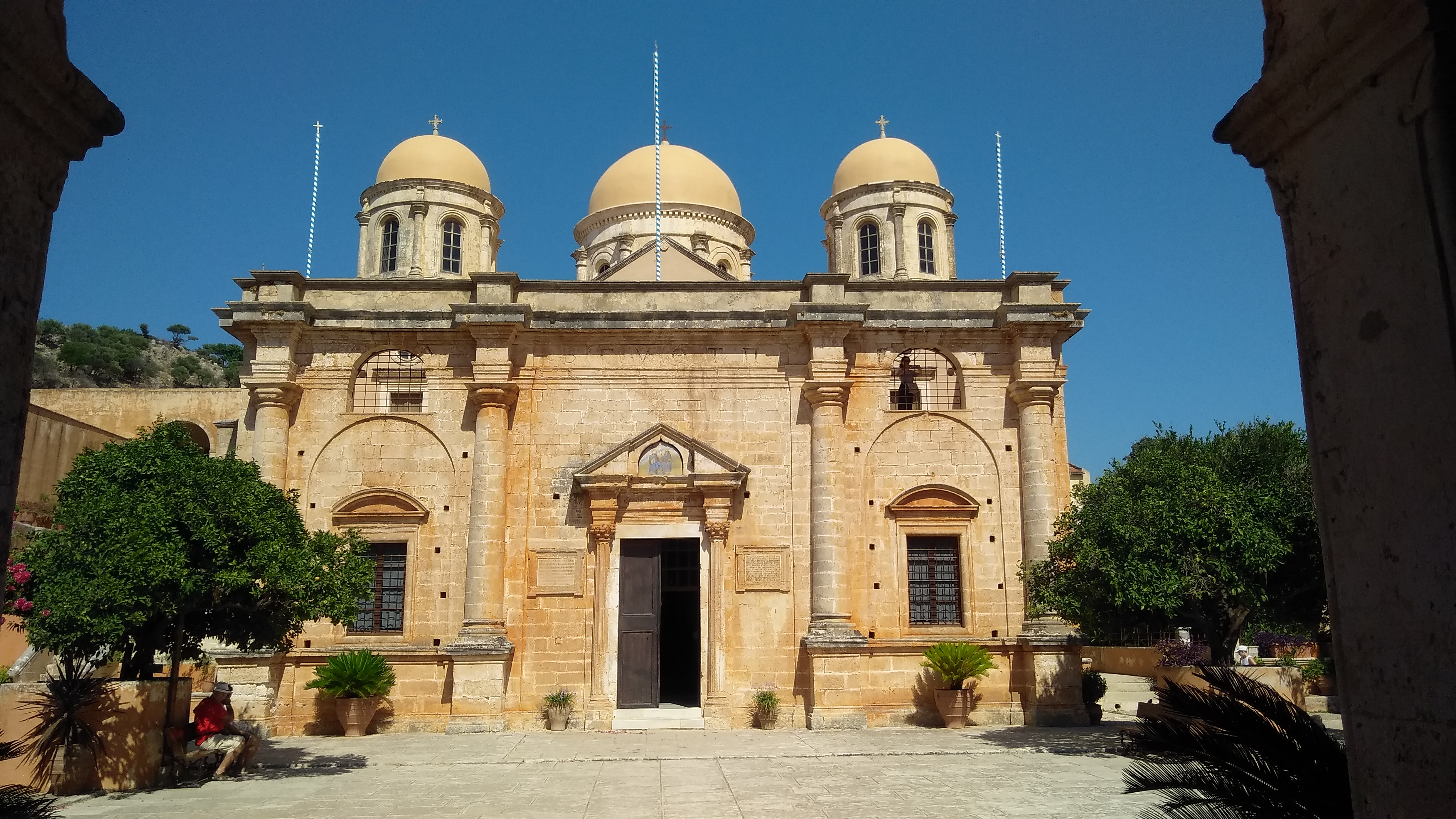
La chiesa del monastero di Agia Triada.

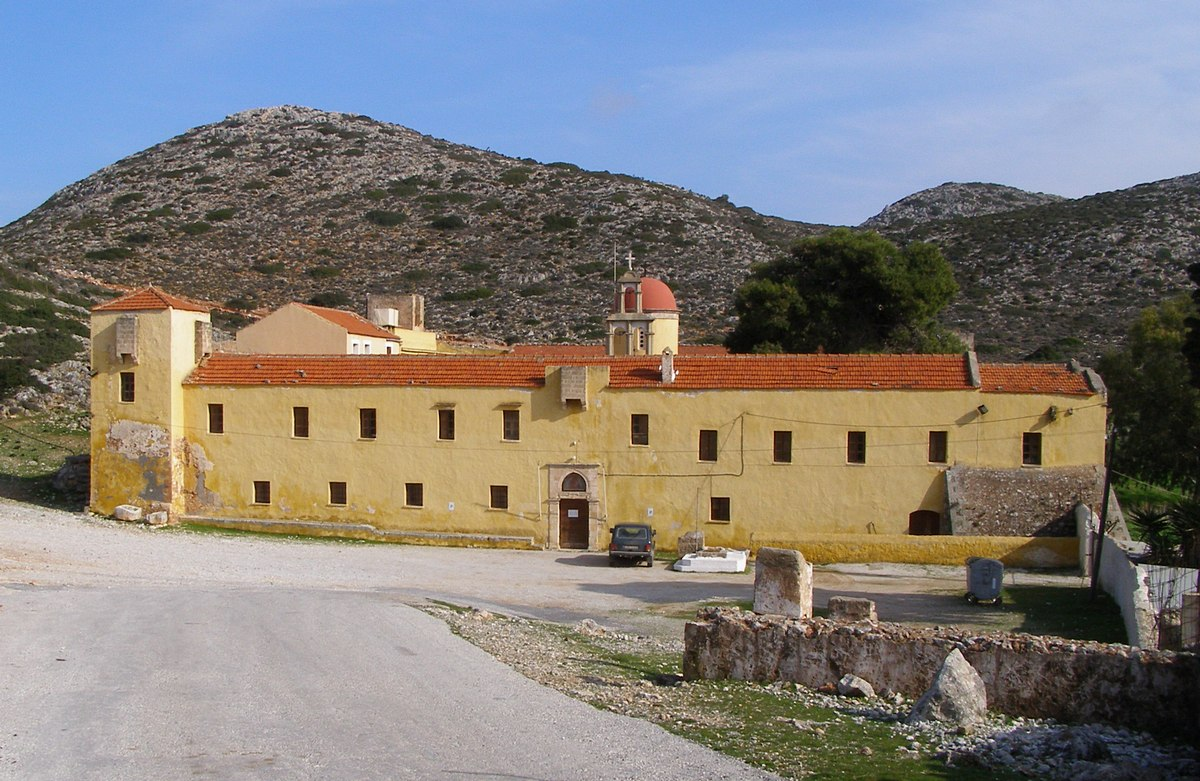
Il monastero di Gouverneto.

La metropolia di Cidonia e Apokoronas (in greco: Ιερά Μητρόπολις Κυδωνίας και Αποκορώνου) è una delle 8 metropolie che, assieme all'arcidiocesi di Creta, costituiscono la Chiesa di Creta, una Chiesa ortodossa semiautonoma sotto il Patriarcato ecumenico di Costantinopoli.
Dal 18 novembre 2006 metropolita di Cidonia e Apokoronas, ipertimo e esarca dei mari di Creta e del Mirto, è Damasceno Papagiannakis.

## Territorio
La metropolia comprende i comuni di La Canea e Apokoronas nella parte nord-orientale dell'unità periferica di La Canea.
Sede della metropolia è la città di La Canea, dove si trova la cattedrale metropolitana dei Tre Martiri.
Il territorio della metropolia è suddiviso in 110 parrocchie, ripartite in 6 distretti. Si trovano inoltre 6 monasteri, 4 maschili e 2 femminili, tra cui il monastero di Gouverneto e il monastero di Agia Triada.

## Storia
La metropolia di Cidonia e Apokoronas ha origini antiche. Kydonia, antico sito della moderna città di La Canea, è attestata come diocesi suffraganea dell'arcidiocesi di Gortina fin dalla metà del V secolo. Il suo primo vescovo conosciuto, Sebone, sottoscrisse nel 458 la lettera dei vescovi di Creta all'imperatore Leone in seguito all'uccisione del patriarca alessandrino Proterio. Sono poi noti Niceta, che prese parte al concilio in Trullo del 692; e Melitone, che fu uno dei padri del concilio di Nicea del 787.
Nell'820 Creta fu conquistata dagli Arabi, che vi fondarono un emirato sopravvissuto fino al 961, quando l'isola venne ripresa dai Bizantini; questi restaurarono le strutture cristiane, che erano state soppresse durante il periodo arabo, e le antiche sedi vescovili. In questa fase della storia ecclesiastica dell'isola, l'antica sede di Kydonia è nota anche con il nome di "diocesi di Aghia", località ad una decina di chilometri a sud-ovest di Kydonia, dove era stata trasferita la sede vescovile. Questa modifica del nome è documentata dalle Notitiae Episcopatuum del XII secolo, dove si trova il titolo di Aghias, ma è assente quello di Kydonias.
In seguito alla conquista veneziana dell'isola (1212), le diocesi greche esistenti furono amministrate dai vescovi di rito latino e sottomesse al metropolita latino dell'arcidiocesi di Candia. Con la conquista ottomana dell'isola (1669), furono soppresse tutte le diocesi latine e ripristinate quelle greche. La diocesi di Cidonia riprese il suo antico nome e la sede fu nuovamente spostata a La Canea.
Nel 1831 la sede di Cidonia fu accorpata a quella di Kissamos, e la diocesi prese il nome di "diocesi di Cidonia e Kissamos". Questa situazione durò fino a febbraio 1860, quando fu restaurata la diocesi di Kissamos. In quest'occasione la sede di Cidonia assunse il nome di "diocesi di Cidonia e Apokoronas". Il 25 settembre 1962 Cidonia e Apokoronas fu elevata al rango di metropolia dal patriarca di Costantinopoli.

## Cronotassi
- Sebone † (menzionato nel 458)
- Niceta † (menzionato nel 692)
- Melitone † (menzionato nel 787)
- Dionisio † (menzionato prima del 1679)[7]
- Callinico † (menzionato prima del 1684)[7]
- Gennadio † (menzionato nel 1683)[7]
- Arsenio † (menzionato dal 1699 al 1705)[7]
- Efraim † (menzionato nel 1706)[7]
- Daniele † (? - 1714 eletto metropolita di Chio)[7]
- Macario † (1714 - ?)[7]
- Joasaph † (menzionato nel 1777 e 1779)[7]
- Martiniano † (? - marzo 1780 deposto)[7]
- Gerasimo † (marzo 1780 - 30 gennaio 1815 deceduto)[8]
- Callinico Sarpakis † (3 aprile 1815 - 1822 deceduto)[8]
- Artemio † (8 novembre 1831 - 1846 deceduto)[8]
- Callisto Fyntakidis † (23 giugno 1846 - 15 maggio 1858 deceduto)[8]
- Misaele Marmarakis † (gennaio 1859 - 18 aprile 1869 deceduto)[8]
- Gabriele Grigorakis † (29 giugno 1869 - 4 settembre 1880 deceduto)[8]
- Ieroteo Praoudakis † (25 marzo 1881 - 20 dicembre 1882 eletto vescovo di Retimo)[8]
- Niceforo Zachariadis † (aprile 1887 - aprile 1912 dimesso)[8]
- Agatangelo Nikolakis † (23 maggio 1912 - 7 giugno 1935 deceduto)[8]
- Agatangelo Xirouchakis † (1º marzo 1936 - 24 febbraio 1958 deceduto)[8]
- Niceforo Sytzanakis † (29 marzo 1959 - 1974 dimesso)[8]
- Ireneo Athanasiadis † (23 febbraio 1975 - 30 agosto 2006 eletto arcivescovo di Creta)[8]
- Damasceno Papagiannakis, dal 18 novembre 2006[8]